# 单穗鱼尾葵
单穗鱼尾葵（学名：Caryota monostachya）为棕榈科鱼尾葵属下的一个种。

## 扩展阅读
- 維基物種上的相關：单穗鱼尾葵